# Merendero

Baile en el Moulin de la Galette, de Pierre-Auguste Renoir, Museo de Orsay, París.

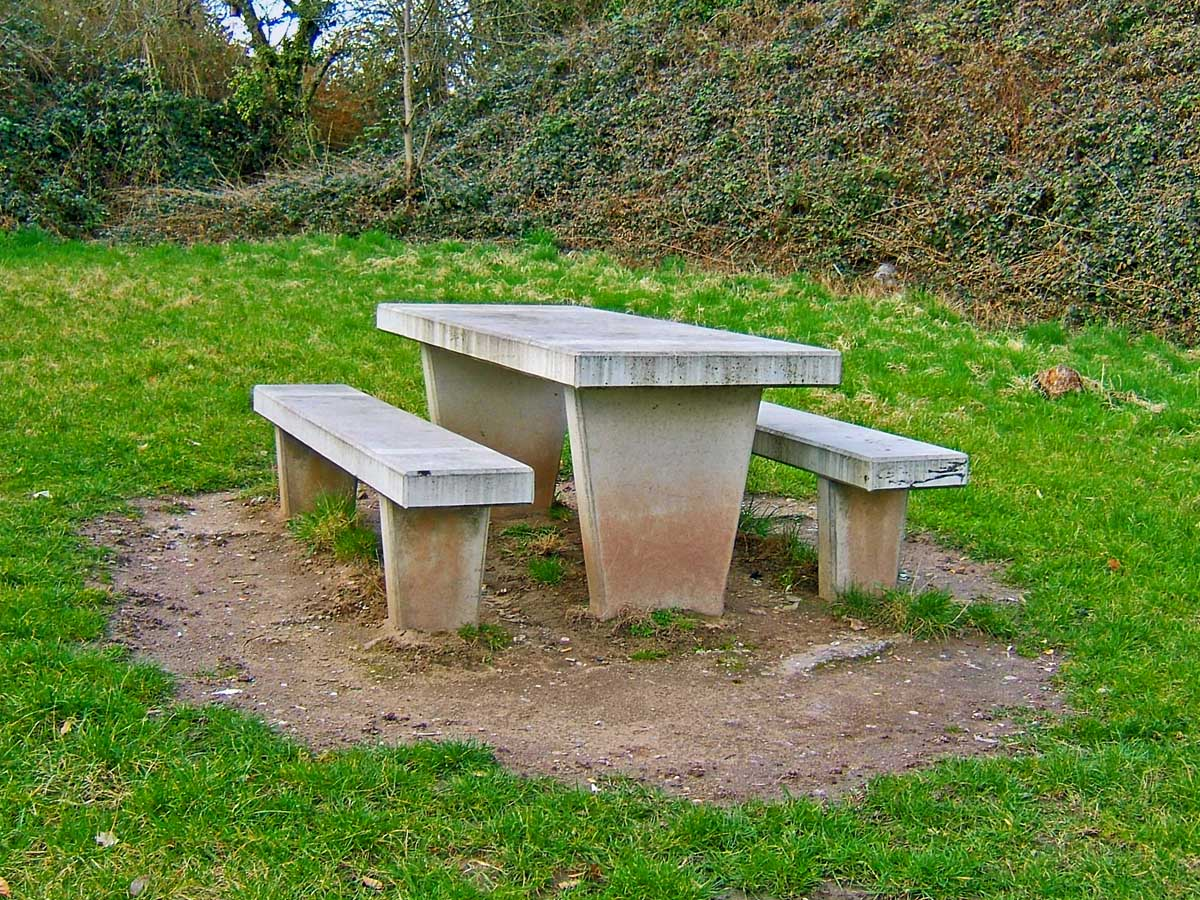

Un merendero es un espacio al aire libre donde sentarse a comer, almorzar o merendar (de ahí su nombre). Se suelen encontrar en lugares amenos y recoletos, en las afueras de las ciudades, en áreas de descanso de las autovías o en mitad del campo: miradores,  prados, rutas turísticas y de senderismo. Asimismo son tradicionales en las cercanías de lugares religiosos objeto de peregrinación o romerías. Por ser un lugar de reunión y recreo, a menudo va unido a la celebración de verbenas, bailes, fiestas, etcétera.

## Lugares
Uno de los muchos lugares donde encontrar diversos merenderos es la localidad de Autilla del Pino en Palencia, sobre la cual descuelga una impresionante hilera de antiguas bodegas convertidas hoy en día en merenderos.
El mantenimiento de los merenderos suele estar a cargo de un ayuntamiento (como es el caso de los "merenderos municipales"), de empresas privadas (cámpines) o particulares.

Señalización española para un merendero.

Generalmente no poseen un servicio de mesa atendido. Lo tradicional es que los comensales lleven su comida y la dispongan ellos mismos sobre la mesa. La presencia de un camarero en un merendero es posible cuando hay anexo un restaurante del tipo chiringuito, en cuyo caso la denominación más correcta es terraza-merendero. Puede haber merenderos específicos para la infancia, como los merenderos infantiles.[cita requerida]
Las zonas de pícnic de los merenderos suelen estar equipadas con fuentes, hornos, barbacoas y recipientes para los desperdicios y basura.
- También puede llamarse así, por metonimia, al conjunto de mobiliario usado en los merenderos como mesa-asiento. Estos "merenderos-objeto", a fin de soportar los rigores de la intemperie, son de madera tratada, de hormigón o, los más respetuosos con el medio, de piedra trabada. En la mayoría de los casos, el merendero no está protegido, pero sí en lugares de sombra. En los casos más lujosos puede llegar a disponer de pérgolas.

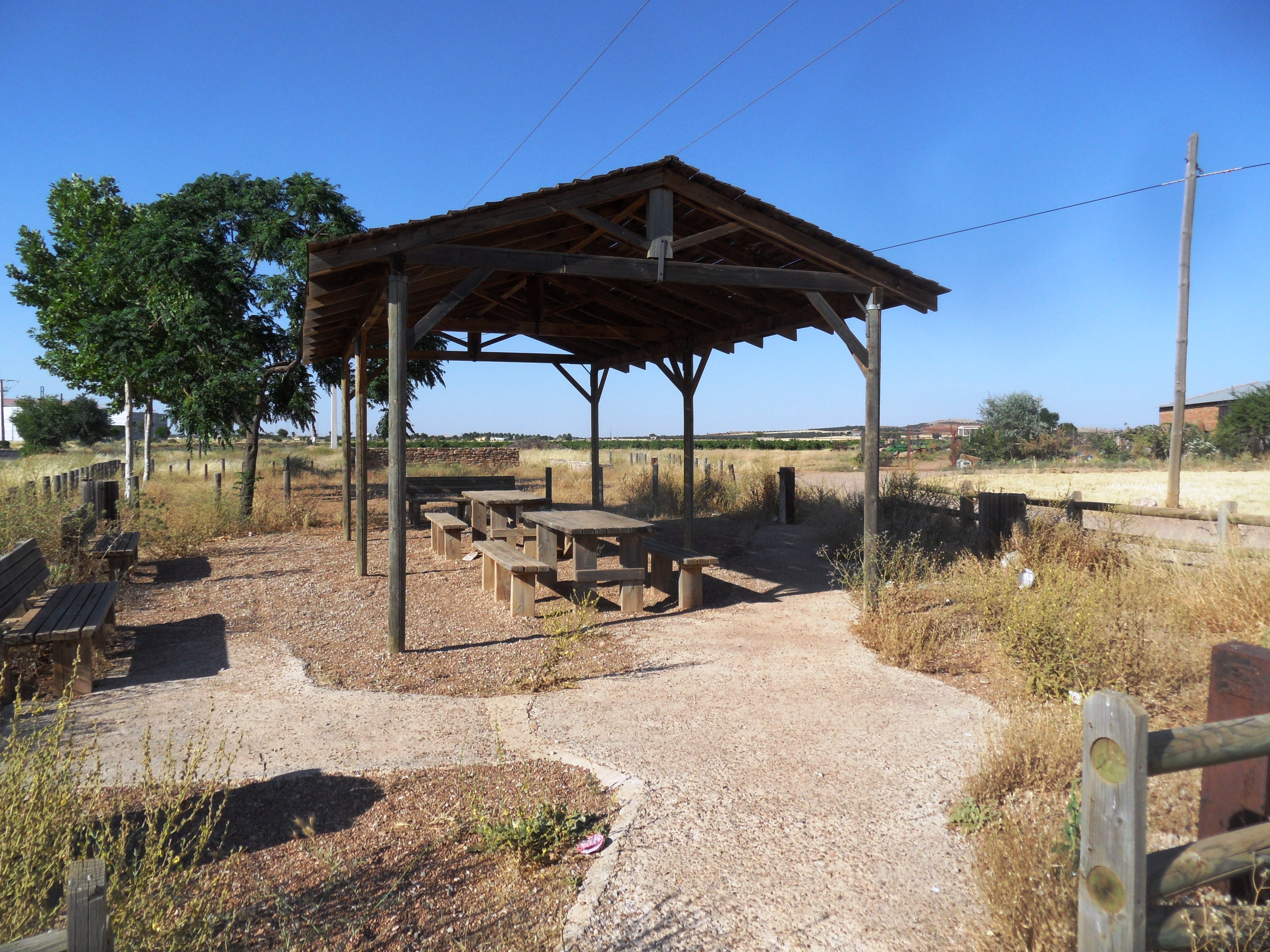
Merendero de Valenzuela de Calatrava (Ciudad Real).
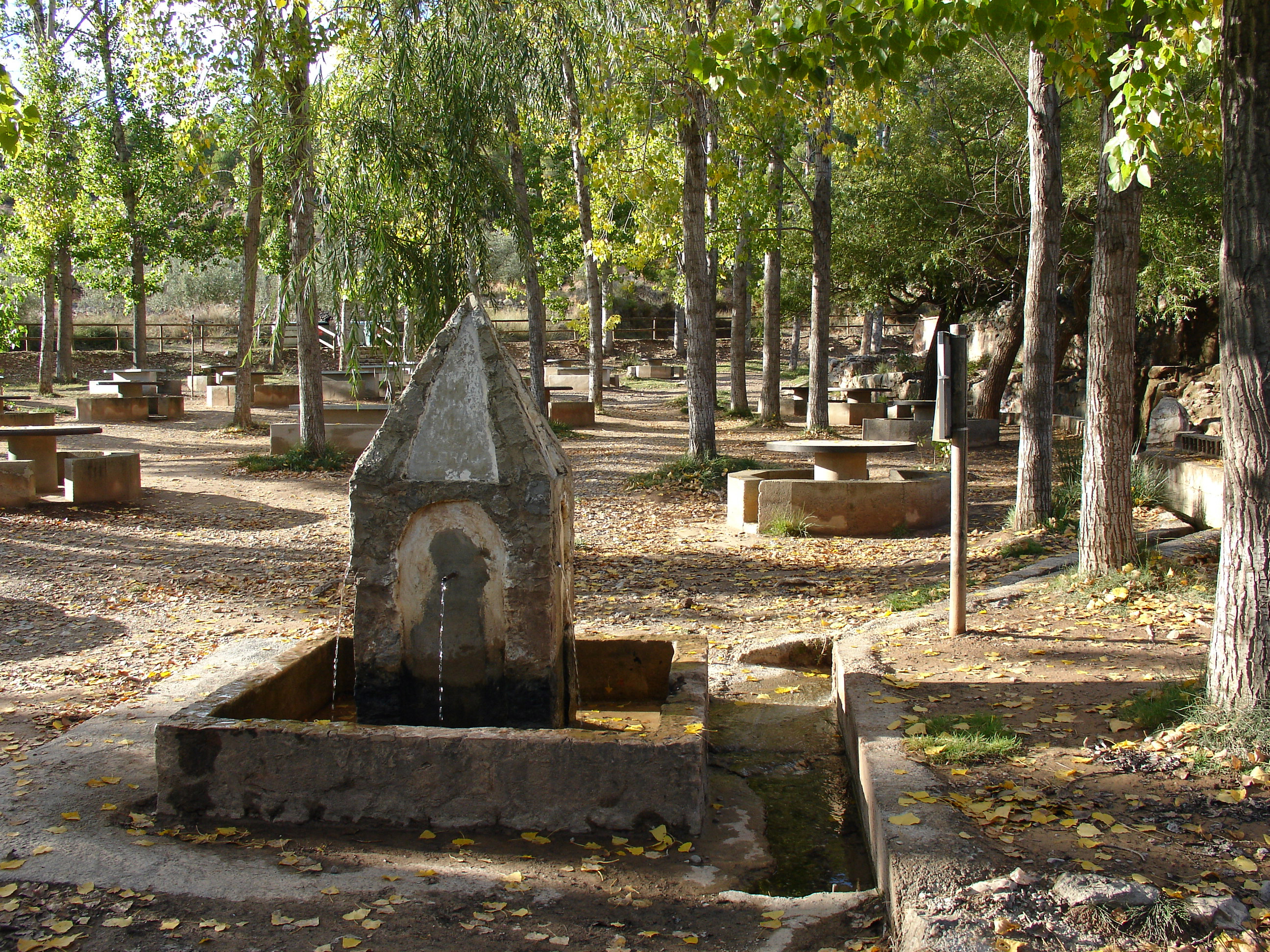
Merendero del azud de Tuejar (Valencia).
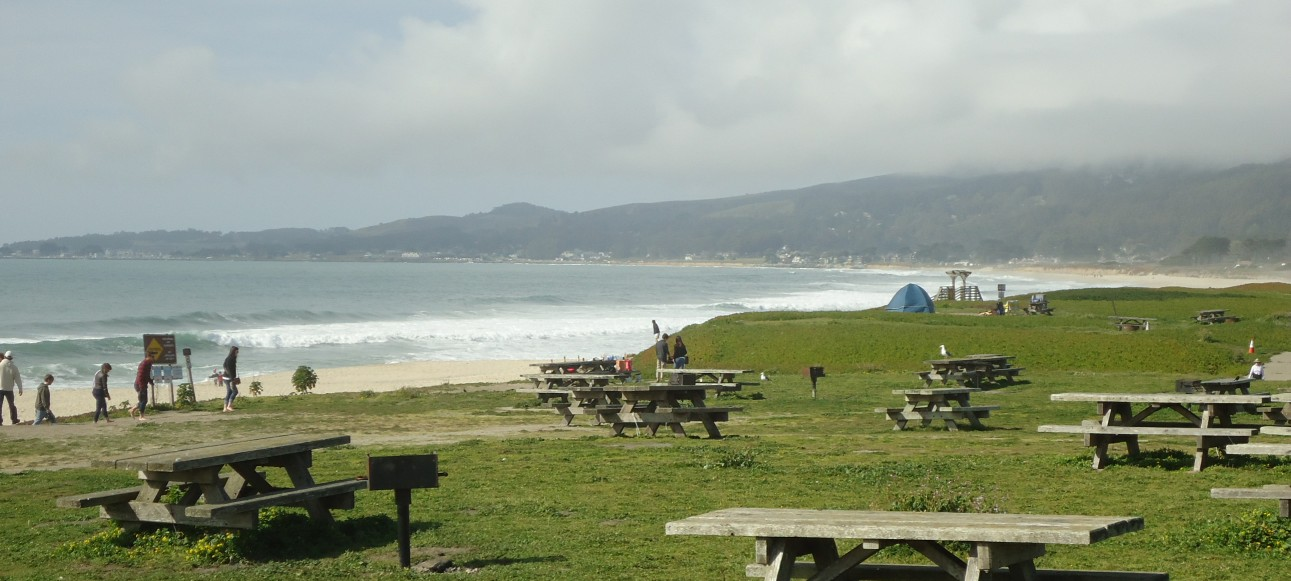
Merendero frente al Pacífico, en California.